# Manuel Izquierdo
Manuel Izquierdo Torres (* 26. September 1925 in Madrid, Spanien; † 17. Juli 2009 in Portland, Oregon) war ein US-amerikanischer Bildhauer und Holzschnitt-Künstler spanischer Abstammung. (Nicht zu verwechseln mit dem gleichnamigen Künstler, der 1960 im galicischen Vigo-Pontevedra geboren wurde). Manuel Izquierdo ist bekannt für seine abstrakten, organischen Skulpturen aus geschweißtem Metall sowie für seine expressiven Holzschnitte.

## Leben
Manuel Izquierdo wurde 1925 als ältestes von drei Kindern einer Handwerkerfamilie in einem Arbeiterviertel von Madrid geboren. Sein Vater war Maurer, sein Großvater Schreiner. Nach Ausbruch des Spanischen Bürgerkriegs 1936 wurden er und seine Geschwister zusammen mit anderen Kindern nach Frankreich evakuiert, wo sie mehrere Jahre in Flüchtlingslagern und Wohnheimen verbrachten. Manuel Izquierdo besuchte eine Zeit lang die Ecole des Beaux-Arts in Marseille. Während des Zweiten Weltkriegs emigrierten er und seine Geschwister mit Hilfe des American Friends Service Committee nach Portland. Sein Vater kam später aus Spanien nach Portland, das Schicksal seiner Mutter ist unbekannt.
Dort studierte er an der Museum Art School (heute Pacific Northwest College of Art – PNCA) bei dem Bildhauer Frederic Littman und schloss sein Studium 1951 ab. Während seiner Zeit in Portland ermutigte ihn der bekannte Kalligraph Lloyd Reynolds, sich mit dem Holzschnitt zu beschäftigen, und er unterrichtete 46 Jahre lang an dieser Institution. 
Manuel Izquierdo hatte 25 Einzelausstellungen in Oregon, Washington und Kalifornien sowie zahlreiche Gruppenausstellungen, darunter Art of the Pacific Northwest, die 1973–1974 von der National Collection of Fine Arts organisiert wurde. Er hat 27 öffentliche und kommerzielle Skulpturaufträge ausgeführt. Seine Skulpturen und Holzschnitte befinden sich im Besitz des Metropolitan Museum of Art, des Philadelphia Museum of Art, des Portland Art Museum, der Henry Art Gallery, des Seattle Art Museum, des Hallie Ford Museum of Art (Willamette University), des Reed College, des Jordan Schnitzer Museum of Art (University of Oregon) und vieler anderer Institutionen und Personen.
Manuel Izquierdo erhielt 1991 den Oregon Governor's Arts Award und das Pacific Northwest College of Art der Willamette University benannte eine Galerie nach ihm. Eine Krankheit beendete seine Karriere wenige Jahre vor seinem Tod am 17. Juli 2009.

## Werk
Manuel Izquierdos künstlerisches Werk zeichnet sich durch abstrakte, organische Formen aus, die er hauptsächlich in geschweißtem Metall ausführte. Seine Skulpturen sind bekannt für ihre fließenden Linien und dynamischen Kompositionen. Neben der Bildhauerei war er auch ein versierter Holzschneider und schuf zahlreiche Druckgrafiken, die seine Affinität zu organischen Formen und abstrakten Kompositionen widerspiegeln. The Dreamer, eine Bronzeskulptur, die 1979 im Pettygrove Park in Portland aufgestellt wurde, ist ein typisches Beispiel für Izquierdos Metallarbeiten. Es handelt sich um eine fließende, abstrakte Form, die auf einem geometrischen Sockel in einem Wasserbecken ruht. Organisch und üppig ist sie eine moderne Flussgöttin. Izquierdos makellose Fallschweißnähte (im Inneren des Werks und daher unsichtbar) verleihen dem Werk trotz seiner Sinnlichkeit eine strenge Klarheit. Im Gegensatz zur Abstraktion seiner Skulpturen sind seine Grafiken meist figurativ und erzählerisch.